# ザ・フォーカス
『ザ・フォーカス』は、ニッポン放送にて2019年9月30日から2020年6月4日まで放送されていた情報番組。当該頁では、同月5日まで放送されていた『ニッポン放送「フライデーナイタースペシャル」』、改題前の『ザ・フォーカス〜フライデースペシャル』についても扱う。

## 番組概要
ニッポン放送は2017、18年度の夕方のナイターオフは『オールナイトニッポンPremium』を編成していたが、2019年度は土曜のみの編成とし、新たにニュース番組を編成。月曜から木曜は同局報道部が担当し放送日当日に起きたニュースについて、金曜はスポーツ部が担当し、様々なスポーツの事柄についてトークする構成となっている。
パーソナリティは月曜から木曜が同局報道部記者兼解説委員の森田が担当し、金曜は平日午前『あなたとハッピー!』を担当する垣花が担当した。森田はニッポン放送移籍前のTOKYO FMを通じて初の帯のレギュラー番組である。また、月曜から木曜は日替わりのコメンテーターが出演し、金曜はコメンテーターとしてショウアップナイター解説者の江本が担当する。江本が平日ナイターオフを担当するのは『そこまでいうか! 熱血!正義の60分』以来、27年ぶりとなる。
同局で平日夕方にニュースを扱う番組が編成されたのは、ローカル枠であるが2018年3月末まで放送していた、『ザ・ボイス そこまで言うか!』以来1年半ぶりとなるが、番組タイトルの『ザ・フォーカス』は同番組のオピニオンコーナーと同名である。
ナイターオフ期の番組のため、ニッポン放送は当初、2020年のプロ野球開幕前日である3月19日に番組を終了させる予定だったが、新型コロナウイルスによる社会・経済的影響で開幕を延期した為、3月一杯は当番組の放送を継続することを3月11日にニッポン放送の定例会見で明らかにした。ナイターオフ番組の延長は東日本大震災によりプロ野球の開幕が延期された『飯田浩司の「声だしていこー。」』以来、9年ぶりとなる。3月23日以降は原則としてナイタースペシャルに近い形で18:00 - 21:20に放送。3月31日以降はNRNナイターの放送枠に準じて系列局でネットされた。4月10日から金曜日は『ニッポン放送「フライデーナイタースペシャル」』に改題。
その後、プロ野球の開幕日が6月19日に決まる。開幕日から『ショウアップナイター』が始まるが、6月9日から6月18日まで聴取率調査期間による特番編成を組んだ為、6月5日放送終了となった。

## 出演者

### パーソナリティ
- 火 - 木曜：森田耕次[13]（ニッポン放送 報道部記者兼解説委員）

### アシスタント
- 火 - 木曜：増山さやか（ニッポン放送アナウンサー）[注 1]

### コメンテーター
★：『高嶋ひでたけのあさラジ!』にレギュラー、或いは不定期コメンテーターとして出演

#### レギュラー
- 野村修也（中央大学法科大学院教授、弁護士） - 2020年4月以降主に水曜、3月までは火曜
- 金曜：江本孟紀（ショウアップナイター解説者、元参議院議員） - 2019年10月4日 - 2020年6月5日

#### 不定期出演
- 古川元久（国民民主党衆議院議員、党代表代行） - 2019年9月30日
- 菅原一秀（自由民主党衆議院議員、当時:経済産業大臣） - 2019年9月30日
- 乾正人（産経新聞論説委員長）★ - 2019年10月9、24日、11月7、26日、12月2、25日、2020年1月20日、2月17日、3月9、23日、4月7、14、30日、5月7、14、21日、6月4日
- 富坂聰（ジャーナリスト、拓殖大学教授）★ - 2019年10月10、31日、12月19日、2020年1月23日、3月2、10、26日、4月9、16日、5月19日
- 佐藤優（作家、元外務省官僚）★ - 2019年10月21、29日、11月15、21日、12月17、26日、2020年1月16、30日、2月6日、3月5、19日、4月21、28日、5月5、26日、6月2日
- 若狭勝（弁護士、元衆議院議員、元日本ファーストの会代表、元東京地検特別捜査部副部長）★ - 2019年10月14日、11月28日
- 福島香織（ジャーナリスト） - 2019年10月28日
- 小西克哉（ジャーナリスト） - 2019年11月13、27日、2020年1月8、22日、3月12日、4月1日、5月13日
- 尾木直樹（教育評論家） - 2019年12月9日、2020年3月16日、5月12日
- 八木秀次（法学者、麗澤大学経済学部教授） - 2019年12月23日
- 常見陽平（労働社会学者、働き方評論家、千葉商科大学国際教養学部専任講師） - 2020年1月6日、2月24日
- 手嶋龍一（ジャーナリスト、キャロットクラブ代表）★ - 2020年1月9日
- 小泉悠（軍事アナリスト、東京大学先端科学技術研究センター特任助教） - 2020年2月3日
- 岸田雪子（ニュースキャスター、元日本テレビディレクター、記者、解説委員） - 2020年2月10日

### ニュースキャスター
ニッポン放送報道部記者（柿崎と渡辺は契約アナウンサー）が19時のニュースを担当
- 月曜：柿崎元子
- 火曜：山本剛士
- 水曜：上村貢聖
- 木曜：渡辺一宏
- 金曜：小笠原聖 - 2020年4月3日 - 6月5日

### スポーツ担当
いずれもニッポン放送スポーツ部アナウンサー
但し、取材都合などにより、別のアナウンサーが出演する場合がある
- 月曜：大泉健斗
- 火曜：小永井一歩
- 水曜：山内宏明
- 木曜：洗川雄司
- 金曜：清水久嗣

### 過去

#### パーソナリティ
- 金曜：垣花正（フリーアナウンサー、元ニッポン放送アナウンサー） - 2019年10月4日 - 2020年3月13日[注 2][14]

#### コメンテーター

##### レギュラー
- 河合雅司（ジャーナリスト、元産経新聞論説委員、編集委員）★ - 主に水曜日
- 山本秀也（産経新聞論説委員兼フジサンケイビジネスアイ編集長、国際医療福祉大学客員教授）★ - 主に木曜日および2020年3月までは月曜

#### その他出演者
垣花、江本休暇時の代理パーソナリティ
肩書き無しはニッポン放送スポーツ部アナウンサー
2020年3月19日以降の『フライデーナイタースペシャル』は、同局スポーツ部のアナウンサー（番組進行）とショウアップナイター解説者で『ショウアップナイターバッテリー』と同様、前、後半で担当を分けるバトン方式の番組進行に変更
- 師岡正雄※「師岡正雄 終着駅への誘い〜令和編」リポーター、※前半17:40から20:00まで - 2019年10月4日 - 2020年3月20日、4月6日、5月1、22日
- 菊地高弘（スポーツライター） - 2019年10月11日
- AKI猪瀬（MLBジャーナリスト、ニッポン放送 MLB中継コメンテーター）※後半20:00から21:20まで - 2019年12月27日、2020年4月10日
- 山田章仁（元ラグビー日本代表、NTTコミュニケーションズシャイニングアークス） - 2020年1月3日
- 山﨑康晃（横浜DeNAベイスターズ投手） - 2020年1月10日
- 中村佑介（イラストレーター、漫画家） - 2020年1月17日
- 岡田友輔（DELTA[15] 代表、主筆アナリスト） - 2020年2月21日
- 松本秀夫※前半17:40から20:00まで - 2020年3月20日、4月3、10日、5月8日
- 大泉健斗※後半20:00から21:30まで - 2020年3月20日、5月15日
- 真中満（ショウアップナイター解説者）※後半20:00から21:30まで - 2020年3月20日、5月8日
- 清水久嗣※後半20:00から21:20まで - 2020年4月3日、5月29日
- 里崎智也（ショウアップナイター解説者）※後半20:00から21:20まで[16] - 2020年4月3日、5月15日
- 洗川雄司※後半20:00から21:20まで - 2020年4月10日、6月5日
- 煙山光紀※前半17:40から20:00まで - 2020年4月17日、5月15日、6月5日
- 山内宏明※後半20:00から21:20まで - 2020年4月17日、5月22日
- 前田幸長（ショウアップナイター解説者）※後半20:00から21:30まで - 2020年4月17日
- 山田透※後半20:00から21:20まで - 2020年5月1日
- 谷繁元信（ショウアップナイター解説者）※後半20:00から21:30まで - 2020年5月1日
- 若松勉[17]（ショウアップナイター解説者）※前半19:10ごろ - 2020年5月8日
- 小永井一歩※後半20:00から21:20まで - 2020年5月8日
- 宮田統樹[17]※前半19:10ごろ - 2020年5月22日
- 野村弘樹（ショウアップナイター解説者）※後半20:00から21:20まで - 2020年5月22日
- 井端弘和（ショウアップナイター解説者）※後半20:00から21:20まで - 2020年5月29日
- 山本昌[17]（ショウアップナイター解説者）※後半20:30ごろ - 2020年5月29日
- 川相昌弘（ショウアップナイター解説者）※後半20:00から21:20まで - 2020年6月5日

## 放送時間
※JST表記

### 放送終了時点
- 火 - 木曜：18:00 - 21:20 - 2020年3月24日 - 6月4日
- 金曜：17:30 - 21:20 - 2020年4月3日 - 6月5日

### 過去
- 月 - 木曜：18:00 - 20:20 - 2019年9月30日 - 2020年3月19日
- 金曜：17:40 - 20:20 - 2019年10月4日 - 2020年3月13日（2020年3月20日は21:30まで拡大）

### 放送時間変更
基本的に聴取率調査週間時、年末年始は放送休止および放送時間変更となる。
2019年
- 10月7日：『ショウアップナイター スペシャル 2019 ノジマ クライマックスシリーズ　セ ファーストステージ 第3戦 横浜DeNAベイスターズ×阪神タイガース』実況中継が編成されたため、ニッポン放送以外のネット局は19:00 - 20:50まで裏送りで放送。
- 10月8日：『鶴光・美和子噂のゴールデンリクエスト』（18:00 - 20:50）編成に伴い、ニッポン放送では休止。ネット局は19:00 - 20:50まで裏送りで放送。
- 10月9- 11日：『ショウアップナイター スペシャル 2019 セノン クライマックス セ ファイナルステージ 第1 - 3戦 読売ジャイアンツ×阪神タイガース』実況中継が編成されたため、ニッポン放送・東海ラジオ以外のネット局は19:00 - 20:50まで裏送りで放送。
- 10月22、23日：『ショウアップナイター スペシャル SMBC日本シリーズ2019 第3、4戦 読売ジャイアンツ×福岡ソフトバンクホークス』実況中継が編成されたため、ニッポン放送以外のネット局のうち野球中継を放送しない局では、事前収録番組として『森田耕次の（22日）、増山さやかの[注 3]（23日）サウンドコレクション』を裏送りで放送。
- 2019年12月9 - 13日：『鶴光・美和子噂のゴールデンリクエスト』（20:00 - 21:50）放送に伴い、ネット局含め放送時間短縮。20時台のネット局もそのまま『ゴールデンリクエスト』をネットした。
- 12月24日：『第45回ラジオ・チャリティー・ミュージックソン[18]』編成のため、ミュージックソンに参加していない一部ネット局に向けて裏送りで放送。
- 12月30日：『有楽町イノベーション井戸端会議』（18:00 - 20:20）編成のため、ネット局への裏送り含め休止。当番組の月曜版をネットしている局も『第61回輝く!日本レコード大賞』（TBSラジオ製作）をネットした局を除いてそのまま放送した。
- 12月31日：『すとぷりのStop Listen!』（18:00 - 18:30）、『GENERATIONS 小森隼のGood Laugh and Sleep』（18:40 - 19:00）、『ソードアート・オンエアー』（19:00 - 19:30）、『プラチナボーイズのオールナイトニッポンi』（19:30 - 20:00）、『ネクストトレンド』（20:00 - 21:00）編成に伴い、ネット局への裏送り含め休止。ネット局へは『ひろたみゆ紀のサウンドコレクション』を裏送りで放送。

2020年
- 1月1日：『リョービSP 山野秀子のちいさなパティオ』（18:00 - 19:00）、『小島奈津子のおかえりなさい 増刊号』（19:00 - 19:30）、『菊正宗 ほろよいイブニングトーク 新春増刊号』（19:30 - 20:20）編成のため、ネット局への裏送り含め休止。ネット局へは森田・増山の進行による事前収録番組として『サウンドコレクション』を裏送りで放送。
- 1月2日：『ももいろクローバーZ ももクロくらぶxoxo拡大版』（17:00 - 20:20）編成のため、ネット局への裏送り含め休止。ネット局もそのまま同特番をネットした[19]。
- 2月17日：『明石家さんま オールニッポン お願い!リクエスト 「七転抜刀!〜演技しました!されました!〜」 』（18:00[注 4] - 21:50）編成のため、ニッポン放送では休止。ネット局では19:00 - 20:50まで裏送りで放送。
- 2月18 - 21日：『鶴光・美和子噂のゴールデンリクエスト』（18:00[注 5][注 4] - 20:00）、『佐久間宣行の東京ドリームエンターテインメント[20]』（20:00 - 20:50・21:00 - 21:50）編成に伴い、ニッポン放送では休止。ネット局では19:00 - 20:50まで裏送りで放送。
- 3月20日：『ショウアップナイター』を編成予定だったが、ペナントレースの開幕が延期の代替番組としてこの日のみニッポン放送だけで21:30まで拡大放送。プロ野球開幕戦をネットしない局向けの裏送り番組として『林みなほのビューティーコレクション』を放送[21]。
- 3月23日：ニッポン放送ではナイターイン編成開始のため放送が無かったが、ネット局は19:00 - 20:50まで裏送りで放送。
- 3月27日：『ショウアップナイタースペシャル 2020 プロ野球徹底討論』編成のため、ネット局への裏送り含め休止。ネット局では『前島花音のサウンドコレクション』を裏送りで放送。
- 3月31日：前日30日に『劇団EXILEのREPROFILE』を休止し、『報道特別番組 小池百合子東京都知事記者会見』を編成[注 6]に伴う振替（19:30 - 20:00）および『ニッポンチャレンジドアスリート アナザーストーリー』（20:00 - 21:20）編成のため、ニッポン放送のみの関東ローカルで19:30までの時間尺短縮。また、ネット局の東海ラジオも『1・2・3 四日市メガリージョン!!スペシャル』編成のため全編休止。
- 4月9日：6日に『阿部亮のNGO世界一周』を休止し、『報道特別番組 小池百合子東京都知事記者会見』を編成[注 6]に伴う振替（21:00 - 21:20）のため、放送時間を21:00終了に短縮。
- 4月16日：『3人寄れば、かしましい!? 石原詢子・多岐川舞子・大石まどか すっぴんトーク60分!』（20:20 - 21:20）編成のため、ニッポン放送のみ20:20で終了に短縮し、ネット局では20:56まで裏送りで放送。
- 4月21 - 24日：『鶴光・美和子噂のゴールデンリクエスト[22]』（18:00[注 7] - 20:00）、『モヤモヤ解決! ゲッターズ飯田 ラジオで占いまSHOW[23]』（20:00 -  21:20）編成に伴い、ネット局への裏送り含め休止。ネット局も両番組をそのまま放送した。
- 4月28日 - 5月1日、5月26日：『サッチの太鼓判! 健康ショッピング』（21:05 - 21:20、5月27日の同時間帯にも放送）編成のため、放送時間を21:05終了に短縮。
- 5月5日：前日4日に、新型コロナウイルス感染拡大に伴う緊急事態宣言の期間延長に関する安倍晋三内閣総理大臣の記者会見を、前時間に編成している『草野満代 夕暮れWONDER4』に内包し、番組放送尺を18:40まで延長し[24][注 6]、休止した『板東英二 プロ野球バンバン伝説』を、21:00 - 21:20[25] にスライドしたため、放送時間を21:00終了に短縮。
- 5月6日：『voice of workers[26]』（19:00 - 21:20）編成のため、ネット局も含めて放送時間を19:00終了に短縮[注 8]。ネット局も同番組を20:56まで放送した。
- 5月7日：4日に、『草野満代 夕暮れWONDER4』にて内包した、安倍晋三内閣総理大臣の新型コロナウイルス感染拡大に伴う緊急事態宣言の期間延長に関する記者会見を編成したために放送休止した、『ガクのネ『田中稔彦の Have a good one!』』を、21:00 - 21:20[25] にスライドするため、放送時間を21:00終了に短縮。
- 5月27、28日：25日に、『草野満代 夕暮れWONDER4』にて内包した、安倍晋三内閣総理大臣の北海道と1都3県の緊急事態宣言解除に関するの記者会見を『夕暮れWONDER4』を編成したために放送休止した、『板東英二 プロ野球バンバン伝説』を20:45 - 21:05に、『ガクのネ「田中稔彦の Have a good one!」』を28日の20:45 - 21:05にスライドしたため、ニッポン放送のみ20:45で終了に短縮し、ネット局では20:56まで裏送りで放送。
- 5月29日 - 6月5日：『バモス薄井の身体メンテナンス! 〜6日間限定の特別企画!〜』（21:05 - 21:20、5月28日の同時間帯にも放送）編成のため、放送時間を21:05終了に短縮。

### ネット局
※ニッポン放送以外のネット局については、同時ネットの曜日が多い局を優先したうえで、放送開始時間が早く、かつ放送終了時間が遅い順に記載。

#### 3月19日まで
| 放送対象地域  | 放送局                 | 放送期間                                     | 備考            |
| ------------- | ---------------------- | -------------------------------------------- | --------------- |
| 関東広域圏    | ニッポン放送           | 月曜 - 木曜 18:00 - 20:20 金曜 17:40 - 20:20 | 制作局          |
| 富山県        | 北日本放送             | 平日 19:00 - 20:20                           | [ 27 ]          |
| 青森県        | 青森放送               | 平日 19:00 - 20:00                           | [ 28 ]          |
| 山形県        | 山形放送               | 平日 19:00 - 20:00                           | [ 29 ]          |
| 茨城県        | 茨城放送               | 平日 19:00 - 20:00                           | [ 30 ]          |
| 福井県        | 福井放送               | 平日 19:00 - 20:00                           | [ 31 ]          |
| 山梨県        | 山梨放送               | 平日 19:00 - 20:00                           | [ 32 ]          |
| 中京広域圏    | 東海ラジオ             | 平日 19:00 - 20:00                           | [ 33 ]          |
| 島根県 鳥取県 | 山陰放送               | 平日 19:00 - 20:00                           | [ 34 ]          |
| 高知県        | 高知放送               | 平日 19:00 - 20:00                           | [ 35 ]          |
| 京都府 滋賀県 | KBS京都                | 平日 19:00 - 19:30                           | [ 36 ]          |
| 徳島県        | 四国放送               | 火曜 - 金曜 19:00 - 20:20                    | [ 37 ]          |
| 大分県        | 大分放送               | 火曜 - 金曜 19:00 - 20:20                    | [ 38 ]          |
| 長崎県 佐賀県 | 長崎放送 NBCラジオ佐賀 | 火曜 - 金曜 19:00 - 20:20                    | [ 39 ]          |
| 熊本県        | 熊本放送               | 火曜 - 金曜 19:00 - 20:20                    | [ 40 ]          |
| 岩手県        | IBC岩手放送            | 火曜 - 金曜 19:00 - 20:00                    | [ 41 ]          |
| 秋田県        | 秋田放送               | 火曜 - 金曜 19:00 - 20:00                    | [ 42 ]          |
| 宮城県        | 東北放送               | 火曜 - 金曜 19:00 - 20:00                    | [ 43 ]          |
| 福島県        | ラジオ福島             | 火曜 - 金曜 19:00 - 20:00                    | [ 44 ]          |
| 栃木県        | 栃木放送               | 火曜 - 金曜 19:00 - 20:00                    | [ 45 ]          |
| 長野県        | 信越放送               | 火曜 - 金曜 19:00 - 20:00                    | [ 注 9 ] [ 46 ] |
| 岡山県        | RSK山陽放送            | 火曜 - 金曜 19:00 - 20:00                    | [ 47 ]          |
| 山口県        | 山口放送               | 火曜 - 金曜 19:00 - 20:00                    | [ 48 ]          |
| 鹿児島県      | 南日本放送             | 火曜 - 金曜 19:00 - 20:00                    | [ 49 ]          |
| 新潟県        | 新潟放送               | 水曜 - 金曜 19:00 - 20:20                    | [ 50 ]          |
| 和歌山県      | 和歌山放送             | 水曜 - 金曜 19:00 - 20:20                    | [ 51 ]          |
| 香川県        | 西日本放送             | 水曜 - 金曜 19:00 - 20:20                    | [ 52 ]          |
| 静岡県        | 静岡放送               | 水曜 - 金曜 19:00 - 20:00                    | [ 53 ]          |
| 宮崎県        | 宮崎放送               | 水曜 - 金曜 19:00 - 20:00                    | [ 54 ]          |
| 沖縄県        | ラジオ沖縄             | 木曜・金曜 19:00 - 20:00                     | [ 55 ]          |
| 石川県        | 北陸放送               | 金曜 19:00 - 20:00                           | [ 56 ]          |

#### 3月31日以降
| 放送対象地域  | 放送局                 | 放送期間                                     | 備考                                 |
| ------------- | ---------------------- | -------------------------------------------- | ------------------------------------ |
| 関東広域圏    | ニッポン放送           | 火曜 - 木曜 18:00 - 21:20 金曜 17:30 - 21:20 | 制作局                               |
| 富山県        | 北日本放送             | 水曜 - 金曜 18:00 - 21:00                    | [ 注 10 ] [ 57 ]                     |
| 静岡県        | 静岡放送               | 水曜 - 金曜 18:00 - 21:00                    | [ 注 10 ] [ 注 11 ] [ 58 ]           |
| 福井県        | 福井放送               | 水曜 - 金曜 18:15 - 21:00                    | [ 注 10 ] [ 注 12 ] [ 59 ]           |
| 香川県        | 西日本放送             | 水曜 - 金曜 18:15 - 21:00                    | [ 注 10 ] [ 注 12 ] [ 60 ]           |
| 徳島県        | 四国放送               | 水曜 - 金曜 18:18 - 20:56                    | [ 61 ]                               |
| 秋田県        | 秋田放送               | 水曜 - 金曜 18:20 - 21:00                    | [ 注 10 ] [ 注 12 ] [ 42 ]           |
| 山梨県        | 山梨放送               | 水曜 - 金曜 18:20 - 21:00                    | [ 注 10 ] [ 62 ]                     |
| 山口県        | 山口放送               | 水曜 - 金曜 18:20 - 21:00                    | [ 注 10 ] [ 注 12 ] [ 注 13 ] [ 63 ] |
| 島根県 鳥取県 | 山陰放送               | 水曜 - 金曜 18:20 - 21:00                    | [ 注 10 ] [ 注 12 ] [ 64 ]           |
| 高知県        | 高知放送               | 水曜 - 金曜 18:20 - 21:00                    | [ 注 10 ] [ 注 12 ] [ 65 ]           |
| 青森県        | 青森放送               | 水曜 - 金曜 18:25 - 21:00                    | [ 注 10 ] [ 注 12 ] [ 注 14 ] [ 66 ] |
| 長野県        | 信越放送               | 水曜 - 金曜 18:30 - 21:00                    | [ 注 10 ] [ 注 12 ] [ 67 ]           |
| 和歌山県      | 和歌山放送             | 水曜 - 金曜 18:30 - 21:00                    | [ 注 10 ] [ 注 12 ] [ 68 ]           |
| 岩手県        | IBC岩手放送            | 水曜 - 金曜 18:30 - 20:56                    | [ 注 12 ] [ 69 ]                     |
| 岡山県        | RSK山陽放送            | 水曜 - 金曜 18:30 - 20:56                    | [ 注 15 ] [ 注 12 ] [ 70 ]           |
| 山形県        | 山形放送               | 水曜 - 金曜 18:40 - 21:00                    | [ 注 10 ] [ 注 12 ] [ 71 ]           |
| 福島県        | ラジオ福島             | 水曜 - 金曜 18:45 - 21:00                    | [ 注 10 ] [ 注 12 ] [ 72 ]           |
| 新潟県        | 新潟放送               | 水曜 - 金曜 18:45 - 21:00                    | [ 注 10 ] [ 注 12 ] [ 73 ]           |
| 長崎県 佐賀県 | 長崎放送 NBCラジオ佐賀 | 水曜 - 金曜 18:45 - 21:00                    | [ 注 10 ] [ 注 12 ] [ 注 16 ] [ 74 ] |
| 熊本県        | 熊本放送               | 水曜 - 金曜 19:00 - 21:00                    | [ 注 10 ] [ 75 ]                     |
| 大分県        | 大分放送               | 水曜 - 金曜 19:00 - 21:00                    | [ 注 10 ] [ 76 ]                     |
| 宮崎県        | 宮崎放送               | 水曜 - 金曜 19:00 - 21:00                    | [ 注 10 ] [ 77 ]                     |
| 鹿児島県      | 南日本放送             | 水曜 - 金曜 19:00 - 21:00                    | [ 注 10 ] [ 注 17 ] [ 78 ]           |
| 石川県        | 北陸放送               | 水曜 - 金曜 19:00 - 20:57                    | [ 注 10 ] [ 79 ]                     |
| 宮城県        | 東北放送               | 木曜・金曜 18:00 - 21:00                     | [ 注 10 ] [ 注 18 ] [ 80 ]           |
| 京都府 滋賀県 | KBS京都                | 木曜・金曜 18:00 - 21:00                     | [ 注 10 ] [ 81 ]                     |
| 茨城県        | 茨城放送               | 木曜・金曜 18:20 - 21:00                     | [ 注 10 ] [ 注 12 ] [ 82 ]           |
| 栃木県        | 栃木放送               | 金曜 18:20 - 21:00                           | [ 注 10 ] [ 注 12 ] [ 83 ]           |
| 愛媛県        | 南海放送               | 金曜 19:00 - 21:00                           | [ 注 10 ] [ 84 ]                     |

過去のネット局
| 放送対象地域 | 放送局     | 放送時間                  | 放送期間                | 備考                |
| ------------ | ---------- | ------------------------- | ----------------------- | ------------------- |
| 中京広域圏   | 東海ラジオ | 火曜 - 金曜 19:00 - 21:00 | 2020年3月31日 - 4月17日 | [ 注 10 ]           |
| 近畿広域圏   | 毎日放送   | 火曜 - 木曜 18:00 - 21:00 | 2020年4月28日 - 5月21日 | [ 注 10 ] [ 注 19 ] |

3月までの本番組未ネット局かつNRNナイター参加局のうち、南海放送（4月3日開始）と毎日放送（4月28日から5月21日までの期間限定）が新規にネットするが、STVラジオ・朝日放送ラジオ・中国放送・九州朝日放送は、自社制作もしくはブロックネットによる代替番組を編成するため、引き続き非ネット。逆に3月までの本番組ネット局のうちラジオ沖縄は、ナイター放送枠で自社制作の代替番組を編成するため、改編前の3月26日が事実上最終回となった。また東海ラジオも当初は火曜 - 金曜 19:00 - 20:56 でネットしていた が、代替番組を4月21日より編成するため、4月17日でネットを終了 した。
火曜日については大半のクロスネット局がTBSラジオ制作の裏番組『アフター6ジャンクション』のネットを優先しており、NRN単独加盟局についても前述のように自社制作で対応している局が多いため、4月14日までは東海ラジオ、28日から5月19日までは毎日放送との間で、事実上の2局ネットを実施していた。5月26日からの火曜日は全編において、事実上ニッポン放送のみのローカル放送となった。

## タイムテーブル

### 番組終了時点

#### 平日版
2020年3月31日以降
| タイムテーブル | タイムテーブル                   | タイムテーブル |
| 時刻           | 内容                             | 備考 |
| -------------- | -------------------------------- | --- |
| 18:00          | オープニング、ニュースフォーカス | 増山と森田が最新のニュースを数項目読み上げて、そのままOPトーク |
| 18:18          | 新聞チェック                     | |
| 18:23          | ニュースフォーカス               | |
| 19:00          | 最新ニュース                     | |
| 19:07          | スポーツフォーカス               | ニッポン放送のスポーツ部アナウンサーがショウアップナイター情報含めた スポーツニュースを読み上げる。                                                                       |
| 19:15          | コメンテーターコラム             | 日替わりコメンテーターの主観で語りたい話題を扱うコーナー |
| 19:38          | ニュースフォーカス               | |
| 19:55          | 最新ニュース                     | 増山が最新ニュースを伝える。 |
| 20:00          | あの時代にニュースフォーカス     | 木曜のみ、2020年5月7日から開始した在京民放ラジオ局5社の「#医療現場を応援」プロジェクト として新型コロナウイルスと向き合う医療現場の「リアルな現状」をレポートするコーナー |
| 20:56          |                                  | ネット局はここで飛び降り |
| 21:00          | 特集コーナー                     | |
| 21:15          | エンディング                     | |

#### 金曜版
2020年4月3日以降
| タイムテーブル | タイムテーブル             | タイムテーブル |
| 時刻           | 内容                       | 備考 |
| -------------- | -------------------------- | --- |
| 17:30          | オープニング               | OPトーク。18:00まで『ショウアップナイタープレイボール』に準じたフォーマットになる。                                                                         |
| 17:40          | ラジオリビング             | |
| 17:43          | スポーツニュース           | 進行担当のスポーツ部所属のアナウンサーとは別の担当アナウンサーが生放送スタジオ外に所在する サブブース（打合せスペース）で当日のスポーツ関連の話題を紹介する |
| 17:53          | 5-56天気予報・交通情報     | |
| 18:00          | 18時のオープニング         | ここから全国ネット |
| 18:03          | エモヤンズフォーカス PART1 | 江本がスポーツニュースなどを解説する。 |
| 18:23          | エモヤンズフォーカス PART2 | |
| 18:45          |                            | ここで提供クレジットが挿入される。 |
| 18:46          | 名シーンプレイバック       | 2020年のプロ野球中継延期状態を鑑みて、『ショウアップナイター』の過去音源を使用し、 プロ野球の名シーンを振り返るコーナー                                     |
| 19:00          | 週替わり企画               | |
| 19:40          | 最新ニュース               | 金曜版では唯一、一般ニュースを取り扱う。報道部からニュースデスクが読み上げる。                                                                              |
| 19:43          | 松本秀夫のヤギの耳         | 松本が語りたい話題を語るゾーン |
| 19:53          | 第1部エンディング          | |
| 19:57          | 第1部終了                  | 江本と第1部パーソナリティの出演はここまで |
| 20:00          | 第2部オープニング          | ここから第2部のパーソナリティ・コメンテーターが出演 |
| 20:05          | 日替り企画 その1           | |
| 20:15          | 日替り企画 その2           | |
| 20:56          |                            | ネット局はここで飛び降り |
| 21:00          | 特集企画                   | ここから『ショウアップナイターハイライト』に準じたフォーマットになる                                                                                        |
| 21:15          | エンディング               | |

### 過去

#### 平日版
| タイムテーブル | タイムテーブル | タイムテーブル |
| 時刻           | 内容 | 備考 |
| -------------- | --- | --- |
| 18:00          | オープニング、ニュースフォーカス | 増山が最新のニュースを数項目読み上げて、そのままOPトーク                                                           |
| 18:25          | ラジオリビング | |
| 18:32          | ニッポン放送交通情報 | |
| 18:34          | 小島奈津子のおかえりなさい | ナイターオフ期の内包番組。聴取率調査週間は休止となる。                                                             |
| 18:38          | ニュースフォーカス | |
| 18:53          | 菊正宗 ほろよいイブニングトーク | ナイターオフ期の内包番組                                                                                           |
| 18:57          | ニッポン放送交通情報 | |
| 19:00          | 最新ニュース | ここから全国ネット。                                                                                               |
| 19:07          | スポーツフォーカス | ニッポン放送のスポーツ部アナウンサーがショウアップナイター情報含めた スポーツニュースを読み上げる。                |
| 19:15          | コメンテーターコラム | 日替わりコメンテーターの主観で語りたい話題を扱うコーナー                                                           |
| 19:29          | | KBS京都・KBS滋賀はここで飛び降り。                                                                                 |
| 19:31          | 女神たちのオリンピック | ナイターオフ期の内包番組 潮田玲子が女性アスリートまたはスポーツ関係者とトークする。                                |
| 19:38          | ニュースフォーカス | |
| 19:45          | 月曜：デリシャス!小麦パラダイス（2019年11月 - 2020年2月） 火曜：歌広場淳のeSports cafe（2020年1月7日 - 3月17日） 水曜：私の正論（ - 2020年3月18日） 木曜：岸明日香のわん!だふる!（2019年12月19日 - 2020年3月19日） | ナイターオフ期の内包番組ゾーン 内包番組開始前はフリートークゾーン扱いで、2019年10月時の聴取率調査週間も 同様である |
| 19:55          | | 一部放送局は飛び降り。                                                                                             |
| 20:00          | ザ・フォーカス 未来への提言 | 週替わりのテーマに沿った特集を扱い その際に、その分野の専門家が解説（事前収録）する。                              |
| 20:15          | エンディング | |

#### 金曜版
| タイムテーブル | タイムテーブル                             | タイムテーブル |
| 時刻           | 内容                                       | 備考 |
| -------------- | ------------------------------------------ | --- |
| 17:40          | オープニング                               | OPトーク |
| 17:50          | ラジオリビング                             | |
| 17:53          | 5-56天気予報                               | |
| 17:54          | ニッポン放送交通情報                       | |
| 18:00          | エモヤンズフォーカス PART1                 | 江本がスポーツニュースなどを解説する。 |
| 18:14          | スポーツニュース女子プロゴルフ情報         | |
| 18:20          | 狙え万馬券!今週の注目馬ショウアップ        | 過去、ナイターオフ番組からの継続で、『金曜ブラボー』からのコーナー移動 放送週週末の中央競馬の重賞レースの注目馬を『日曜競馬ニッポン』の司会である スポーツ部契約アナウンサーの清水が紹介し、3人でレース予想を行う |
| 18:29          | ラジオリビング                             | |
| 18:32          | ニッポン放送交通情報                       | |
| 18:34          | 小島奈津子のおかえりなさい                 | ナイターオフ期の内包番組。聴取率調査週間は休止となる。 |
| 18:38          | 侍ジャパンプレイヤー                       | 『高嶋ひでたけと里崎智也 サタデーバッテリートーク』からのコーナー移動 スポーツアナウンサーがサムライジャパンの選手など関係者にインタビューする。                                                                  |
| 18:45          | 師岡正雄 終着駅への誘い                    | 過去、ナイターオフ番組で行って来た企画のリバイバルコーナー 師岡が週替わりでローカル鉄道の終着駅からリポートする。                                                                                                 |
| 18:53          | 菊正宗 ほろよいイブニングトーク            | ナイターオフ期の内包番組 |
| 18:57          | ニッポン放送交通情報                       | |
| 19:00          | エモヤンズフォーカス PART2                 | ここから全国ネット |
| 19:20          | エモヤンズフォーカス PART3                 | |
| 19:29          |                                            | KBS京都・KBS滋賀は飛び降り。 |
| 19:31          | 女神たちのオリンピック（ - 2020年3月19日） | 裏送りの日および聴取率調査週間の日 は休止。また、一部地域は非ネット。 |
| 19:38          | ザ・フォーカス 守りの名手                  | 『高嶋ひでたけと里崎智也 サタデーバッテリートーク』からのコーナー移動 提供社の広告枕である「守りの名手」と言われたプロ野球OBや 現役選手にインタビューコーナー聴取率調査週間は休止。                               |
| 19:50          | カッキーズフォーカス                       | 垣花がさまざまな話題を取り上げる。 |
| 19:55          |                                            | 一部放送局は飛び降り |
| 20:00          | 20時のオープニング                         | |
| 20:05          | ヤクルトスワローズフォーカス               | 『高嶋ひでたけと里崎智也 サタデーバッテリートーク』からのコーナー移動 東京ヤクルトスワローズの選手などをゲストに招く。                                                                                            |
| 20:15          | エンディング                               | |